# Ejército belga
El Ejército Belga (en francés: Armée belge, en neerlandés: Belgisch leger, en alemán: Belgische Armee) es el nombre de la fuerzas armadas de Bélgica desde 2002, año en el que por una Orden Real emitida por el rey Alberto II de Bélgica las tres ramas independientes de las fuerzas armadas anteriores (tierra, mar y aire) se fusionaron en una estructura unificada y organizada con cuatro componentes:
- Componente Terrestre, anteriormente Fuerza Terrestre;
- Componente Aéreo, anteriormente Fuerza Aérea;
- Componente Marino, anteriormente Fuerza Naval;
- Componente Médico, anteriormente Servicio Médico.

Las fuerzas armadas de Bélgica cumplen la función fija y permanente de defender mediante las armas la soberanía del país. El comandante en jefe es el ministro de Defensa, y en caso de guerra el primer ministro asume la comandancia. Suman un total de 39.400 efectivos. Las fuerzas armadas de Bélgica responden ante la OTAN y forman parte de los Cascos Azules de la ONU.

## Presupuesto
El presupuesto anual es de 4.000 millones de euros, con el siguiente reparto:
- 63% para pagar salarios y jubilaciones
- 25% para renovación de material
- 12% para investigación y desarrollo

## Renovación de material
Las Fuerzas Armadas de Bélgica impulsan un actual programa de modernización y profesionalización, que espera concluir durante el 2015. 
Debido al complicado panorama político de Bélgica, algunas decisiones han sido vistas por algunos como ilógicas. Ejemplo de esto ha sido la decisión de montar un cañón de 90 mm sobre el carro Piranha III, ya que la munición que este cañón emplea es muy escasa y es producida solo por la compañía Mécar. Por último han surgidos fuertes discusiones en torno a la reubicación de la Escuela de Caballería Blindada en la Región Flamenca, ya que los senadores valones la quieren en su región. 
Como miembro de la OTAN, Bélgica se ve obligada a modernizar su material para poder responder de manera óptima a las misiones asignadas y para poder estar a la par de los otros países integrantes del Tratado. Para ello, el Ejército de Bélgica se encuentra eliminando gradualmente todos los vehículos orugas sustituyéndolos por vehículos con ruedas. Ejemplo de ello son los nuevos Piranha Dingo italianos y los transportes blindados para sustituir a los tanques Leopard 1 A5BE. Además, la Fuerza Aérea está comprando nuevos aviones, como el Airbus A400M y SNS NH90 para acompañar a otras aeronaves en misiones humanitarias.